# Luehdorfia puziloi
Espèce
Luehdorfia puziloi est une espèce d'insectes lépidoptères (papillons) appartenant à la famille Papilionidae, à la sous-famille des Parnassiinae et au genre Luehdorfia.

## Dénomination
Luehdorfia puziloi a été nommé par John Henry Leech en 1889.
Synonyme : Thais puziloi Erschoff, 1872;

### Sous-espèces
- Luehdorfia puziloi puziloi
- Luehdorfia puziloi inexpecta Sheljuzhko, 1913 ;
- Luehdorfia puziloi lingjangensis Lee ; au Japon.
- Luehdorfia puziloi yessoensis Rothschild, 1918 ; au Japon[1].

## Description
Luehdorfia puziloi est un papillon de taille moyenne, de couleur blanche, orné de rayures foncées, qui présente aux postérieures une bordure jaune (parfois peu visible), une ligne submarginale de gros ocelles bleus, et soit une ou deux taches, soit une rangée de taches rouges formant une ligne. Chaque aille postérieure possède une queue.

## Biologie
Il hiverne au stade de chrysalide.
Il vole en une génération en avril et mai.

### Plantes hôtes
Ses plantes hôtes sont des Asarum dont Asarum sieboldii.

## Écologie et distribution
Luehdorfia puziloi est présent en Mandchourie en Chine, dans le nord de la Corée, dans les iles Kouriles et au Japon.

### Biotope
Luehdorfia puziloi réside en montagne à partir de 1 000 m.